# HD 120640
HD 120640，又名CD-46 8909，SAO 224489、HR 5206，是一颗恒星，视星等为5.77，位于銀經313.53，銀緯14.73，其B1900.0坐标为赤經13h 45m 35.3s，赤緯-46° 14.73′ 10″。